# Daniel Willems
Daniel Willems (født 16. august 1956 i Herentals, død 2. september 2016) var en belgisk landevejscykelrytter. Han var professionel i perioden 1978-1985, og han vandt blandt andet fire etaper i Tour de France, Paris-Tours (1980) og La Flèche Wallonne (1981).